# حبيب الصايغ
حبيب يوسف عبد الله الصايغ (1955 - 2019) شاعر وكاتب إماراتي. ولد في أبوظبي عام 1955. حصل على إجازة الفلسفة عام 1977 كما حصل على الماجستير في اللغويات الإنجليزية، العربية والترجمة عام 1998 من جامعة لندن. عمل في مجالي الصحافة والثقافة، كما عمل رئيسًا للتحرير بـصحيفة الخليج الإماراتية، ورأس مجلس إدارة اتحاد كتاب وأدباء الإمارات، وأول خليجي يترأس منصب الأمين العام للاتحاد العام للكتاب والأدباء العرب.
كانت له زاوية كتابة يومية في جريدة الخليج الصادرة عن إمارة الشارقة. نشر إنتاجه عربيًا في وقت مبكر، وشارك في عشرات المؤتمرات والندوات العربية والعالمية. في رصيده الشعري أكثر من 10 دواوين، وترجمت قصائده إلى الإنجليزية والفرنسية والألمانية والإيطالية والإسبانية والصينية. توفي الصايغ في 20 أغسطس 2019 عن عمر ناهز 64 عام.

## الحياة الشخصية
ولد حبيب الصايغ في مدينة أبوظبي عام 1955. انضم إلى صحيفة الاتحاد وهو لم يتجاوز الـ 15 من العمر. في 1977 حصل على إجازة في الفلسفة، ثم في 1998 على الماجستير في اللغويات العربية والإنجليزية والترجمة من جامعة لندن.

## الشعر
كتب الشعر العمودي وشعر النثر والتفعيلة، في عام 1980 صدر الديوان الأول للصايغ بعنوان (هنا بار بني عبس الدعوة عامة)، وفي العام الذي يليه نشر ديوانه الثاني (التصريح الأخير للناطق باسم نفسه)، عام 1982 أصدر ديوان (قصائد إلى بيروت)، تلاه عام 1983 ديوان (ميارى)، وديوان (الملامح) في 1986، (قصائد على بحر البحر) عام 1993، وديواني (وردة الكهولة) و (غد) عام 1995، ثم ديوان (كسر في الوزن) عام 2011، وفي 2012 ديواني (رسم بياني لأسراب الزرافات) و (أسمي الردى ولدي).

## جوائز وتكريمات
1. حصل في العام 2004 على جائزة تريم عمران الصحفية (فئة رواد الصحافة).
2. كرمته جمعية الصحفيين عام 2006 كأول من قضى 35 عاماً في خدمة الصحافة الوطنية.
3. حصل في العام 2007 على جائزة الدولة التقديرية في الآداب، وكانت المرة الأولى التي تمنح لشاعر.
4. منح جائزة مؤسسة سلطان بن علي العويس الأدبية عن ديوانيه (وردة الكهولة) عام 2014-2015.[9]

## مناصب سابقة
1. رئيس تحرير مجلة شؤون أدبية التي تصدر عن اتحاد كتاب وأدباء الإمارات للأعداد من 58 - 62 والعددين 71 و72.
2. مدير الإعلام الداخلي في وزارة الإعلام والثقافة عام 1977.
3. نائب رئيس تحرير صحيفة الاتحاد عام 1978.
4. أسس وترأس تحرير مجلة «أوراق» الثقافية الشاملة 1982 - 1995.
5. رئيس اللجنة الوطنية للصحافة الأخلاقية في الإمارات.
6. نائب رئيس لجنة توطين وتنمية الموارد البشرية في القطاع الإعلامي في دولة الإمارات.
7. مدير عام مركز سلطان بن زايد للثقافة والإعلام.
8. عضو مجلس إدارة نادي تراث الإمارات، ورئيس لجنة الإعلام والعلاقات العامة في النادي، والمشرف العام على مجلة تراث الشهرية التي يصدرها النادي.
9. رئيس الهيئة الإدارية لمسرح أبوظبي.
10. رئيس الهيئة الإدارية لبيت الشعر في أبوظبي.
11. رئيس وفد المجتمع المدني الإماراتي إلى منتدى المستقبل.
12. كاتب مشارك في صحافة الإمارات منذ بداية تأسيسها وله زاوية يومية لم تنقطع منذ فبراير / شباط 1978.
13. حرر أول صفحة تعني بالأقلام الواعدة في صحافة الإمارات (صحيفة الاتحاد – نادي القلم – 1978) وأسس أول ملحق ثقافي بالإمارات (الفجر الثقافي –1980).
14. شغل مركز مستشار دار الخليج ورئيس التحرير المسؤول.
15. الأمين العام للاتحاد العام للأدباء والكتّاب العرب ورئيس تحرير مجلة «الكاتب العربي» التي تصدر عن الاتحاد العام منذ ديسمبر 2015 وحتى وفاته.
16. رئيس مجلس إدارة اتحاد كتاب وأدباء الإمارات منذ عام 2009 وحتى وفاته.

## إصداراته
1. هنا بار بني عبس الدعوة عامة 1980 .
2. التصريح الأخير للناطق باسم نفسه 1981.
3. قصائد إلى بيروت 1982.
4. ميارى 1983 .
5. الملامح 1986.
6. قصائد على بحر البحر 1993.
7. وردة الكهولة 1995.
8. غد 1995
9. رسم بياني لاسراب الزرافات 2011
10. كسر في الوزن 2011
11. الأعمال الشعرية الكاملة جزء1 وجزء2 2012